# Betty Blitzkrieg
Betty Blitzkrieg (bürgerlicher Name David Sobol) ist ein deutscher Rockmusiker, Musikproduzent und DJ.

## Geschichte
Betty Blitzkrieg ist das Projekt des Münchner Musikers, Produzenten, Songwriters und DJs David Sobol. 2006 war er einer der Produzenten der Sängerin Sha. 2009 stand er dann selbst auf der Bühne als die Kunstfigur Betty Blitzkrieg mit einer schrägen Kunstbiografie. Als Single wurde 2009 Wir feiern anders ausgekoppelt, die es bis in die deutschen Charts brachte.
Er veröffentlicht 2010 das Album Voodookind mit provozierenden Texten und punkiger Musik mit Anleihen aus den 80er Jahren von Falco und der Neuen Deutschen Welle. Das Album enthält auch eine Zusammenarbeit mit dem Techno-DJ Westbam. Das als Kunstaktion gegen die Praktiken der deutschen Musikindustrie deklarierte Album enthält auf der CD in digitaler Form auch das Manuskript: Buch against the Machine - Das Märchen vom Rock ’n’ Roll in Deutschland.
Auf dem Album wird neben dem Scheiss drauf-Titelsong der Mädchengang auf RTL 2 auch ein Titel zusammen mit den Atzen (Frauenarzt und Manny Marc) als Single ausgekoppelt. Auch eine Coverversion des Falco-Klassikers Rock me Amadeus ist enthalten. Der Song wurde allerdings nicht als reguläre Single ausgekoppelt, sondern war als Gratis-Download erhältlich. Das Video zu dem Song besteht aus Privaten Tour- und Livemitschnitten.
Vor Veröffentlichung waren Betty Blitzkrieg und seine Liveband 2009 Teil der Kampagne All Eyes On des Musiksenders MTV. 2010 war die Band bei The Dome - Vol. 53 zu sehen. Bei seinem Auftritt zertrümmerte der Sänger vor laufenden Kameras seine E-Gitarre. Die Liveband setzte sich aus dem Schlagzeuger „Dieter Energie“, der stets mit He-Man Maske und Kapuze auftrat und der Schaufensterpuppe „Liselotte Lust“ zusammen.
Kurz nach Erscheinen des Albums verschwand die Band aus der Öffentlichkeit. Auf diversen Social-Media-Kanälen erschien im Jahr 2016 ein bisher unveröffentlichter Song mit dem Titel Disko ist der neue Punk. Das Video zeigt eine wilde Collage aus Tanzszenen verschiedener alter Filmklassiker und Zeichentrickfilmen.
Bandgründer David Sobol ist weiter erfolgreich als Musik- und Medienproduzent, Songwriter und DJ tätig, unter verschiedenen Pseudonymen auch als Ghostwriter. Seine größten Erfolge erzielte Sobol für das deutsche Dance-Projekt Groove Coverage als Komponist, Produzent, Backing-Vocal und Studiomusiker. Die Band verkaufte weltweit über 13 Millionen Tonträger. Sobol war an über 8 Songs der Band beteiligt. Darunter auch die Top-20 Hits On the Radio (2006) und Angeline (2011).
2018 produzierte er für die Fantastischen Vier die Single Tunnel, die auf dem Album Captain Fantastic erschien.
Neben seiner Tätigkeit als Komponist, Produzent und DJ arbeitet Sobol seit 2014 an abstrakter Kunst, die er auf seiner eigenen Website vorstellt und auch ausstellt. Seit 2020 hat er an 7 Songs der Sängerin Sha als Produzent und Songwriter mitgewirkt, darunter Für immer jung.

## Diskografie
Alben
- Voodookind (2010)

Singles
- Wir feiern anders (2009)
- Scheiß drauf (2010)